# Bauhinia urbaniana
Bauhinia urbaniana är en ärtväxtart som beskrevs av Schinz. Bauhinia urbaniana ingår i släktet Bauhinia och familjen ärtväxter. Inga underarter finns listade i Catalogue of Life.